# Vilangudi
Vilangudi é uma panchayat (vila) no distrito de Madurai, no estado indiano de Tamil Nadu.

## Demografia
Segundo o censo de 2001, Vilangudi tinha uma população de 21,073 habitantes. Os indivíduos do sexo masculino constituem 50% da população e os do sexo feminino 50%. Vilangudi tem uma taxa de literacia de 83%, superior à média nacional de 59.5%: a literacia no sexo masculino é de 87% e no sexo feminino é de 79%. Em Vilangudi, 8% da população está abaixo dos 6 anos de idade.